# الاتصالات في الصين

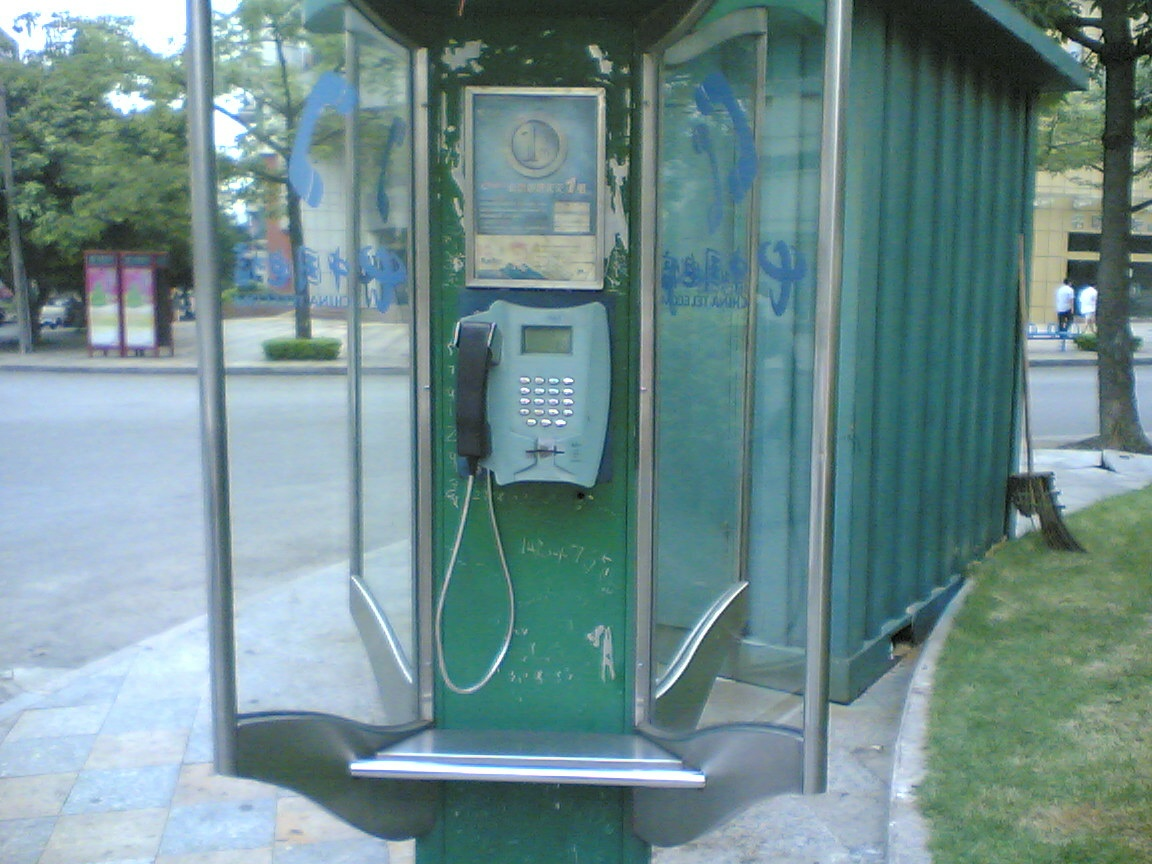

جمهورية الصين الشعبية تمتلك نظام اتصالات متنوع يربط جميع أنحاء البلاد عن طريق شبكة الإنترنت والهاتف والبرق والراديو والتلفاز. يتم تزويد البلاد بالخدمة عن طريق نظام شامل مقسم و متصل بواسطة الشبكات الحديثة من الألياف البصرية ، و كابل متحد المحور، و بث الميكروويف، ونظام الأقمار الصناعية المنزلي؛ خدمة الهاتف الخلوي متاحة على نطاق واسع، والتوسع السريع، وتشمل خدمة التجوال لدول أجنبية. وقد تم توسيع الألياف البصرية إلى البنية التحتية سريعا في السنوات الأخيرة.'

## وصلات خارجية
- Ministry of Information Industry at gov.cn
- China Academy of Telecommunications Research
- China Statistical Information Net